# 富亮氨酸重复
富含白胺酸重複序列（leucine-rich repeat，LRR），亦稱富亮氨酸重复或白胺酸多重複，是一种α/β 马蹄形折叠形式的蛋白质结构模体，由20–30个疏水氨基酸残基组成（通常大部分是亮氨酸，因而得名）。这些重复通常会折叠到一起，形成一种螺线管状的蛋白质结构域，称为富亮氨酸重复结构域。典型的富亮氨酸重复中，每一个重复单元都有一个β折叠-转角-α螺旋结构，其形成的结构域包含许多这样的重复，并组成一个马蹄状结构（如右图，猪核糖核酸酶抑制因子），α螺旋在其外侧，β折叠在其内侧平行分布。β折叠的一面与α螺旋的一侧与外界的溶剂相接触，因此主要为親水性氨基酸残基。α螺旋与β折叠之间的区域为蛋白的疏水核，分子结构紧密且富含亮氨酸残基。
富亮氨酸重复常涉及蛋白-蛋白相互作用的形成。